# Joël Bonnemaison
Pour les articles homonymes, voir Bonnemaison (homonymie).
Joël Bonnemaison, né à Toulouse le 2 août 1940 et mort le 6 juillet 1997 à Nouméa, est un géographe français spécialiste de l'Océanie. Chercheur à l'ORSTOM pendant la plus grande partie de sa carrière, il était aussi professeur de géographie à l'université Paris IV (chaire de géographie culturelle).

## Biographie
Né à Toulouse le 2 août 1940, Joël Bonnemaison effectue sa scolarité au lycée Jean-Baptiste-Say à Paris de 1951 à 1959. Il entre ensuite à la faculté des Lettres et Sciences Humaines de Paris où il passe une licence d'Histoire-Géographie (option Géographie) puis un diplôme d’études supérieures de Géographie.
En 1965-1966 il commence son travail de terrain : il obtient d'abord une allocation de recherche de l'ORSTOM pour une durée de six mois à Madagascar afin de préparer une thèse de troisième cycle et poursuit en étant « militaire détaché aux services de la coopération technique. » Recruté par l'ORSTOM le 1er octobre 1967, il soutient sa thèse en 1968 (Le terroir de Tsarahonenana : introduction à la région d'Ambohibary (Vakinankaratra)),.
Il s'ensuit une longue période de recherche de 1968 à 1981 (entrecoupée) aux Nouvelles Hébrides conclue par la soutenance d'une thèse de doctorat d’État ès lettres et sciences humaines en 1985 à l'université Paris IV sous la direction de Jean Delvert (Les fondements d'une identité : territoire, histoire et société dans l'archipel du Vanuatu). Durant cette période il est principalement affecté au centre de l'ORSTOM de Nouméa (1968-1971 et 1972-1975) puis à Port-Vila (1976-1981).
Après deux ans (1985-1987) en poste à Canberra en Australie à l'Australian National University et des missions de recherche aux Fidji et en Papouasie-Nouvelle-Guinée, il repart à Nouméa en 1988-1989.
De retour à Paris en 1989 au siège de l'ORSTOM, il prend la direction du département Société, Urbanisation, Développement (SUD) jusqu'en 1994. À partir de cette année-là il occupe la chaire de géographie culturelle à l'université Paris IV jusqu'à son décès le 6 juillet 1997 à Nouméa.

## Travaux
Il est spécialiste de géographie culturelle, et participe à l'élaboration de l'épistémologie de ce pan de la discipline. Son ouvrage La Géographie culturelle, paru en 2000, reprend des cours qu'il a donnés à l'Institut de géographie entre 1994 et 1997, et fait l'historique de cette approche particulière de la géographie, en commençant par les travaux de Friedrich Ratzel et Carl Sauer. Il poursuit en montrant le désintérêt pour la géographie culturelle qui se manifeste avec l'émergence de la géographie radicale et des courants de la Nouvelle Géographie attachés à des approches quantitatives et positivistes. Le renouveau de ce champ de la discipline vient avec les travaux de Pierre Gourou, puis ceux de Paul Claval et d'Augustin Berque, qui se focalisent sur « une géographie humaniste des représentations ». L'ouvrage de Joël Bonnemaison mobilise des concepts divers de la géographie culturelle, en premier lieu desquels le géosymbole, ou encore l'« esprit du lieu », qui caractérise le rapport au monde d'un groupe ou d'une société. Ainsi, l'espace des géographes, pour Joël Bonnemaison, est composé de trois étages différents : l'espace structural et objectif ; l'espace vécu ; l'espace culturel.
C'est dans son article de 1981, Voyage autour du territoire, que Joël Bonnemaison introduit la notion de « géosymbole » qu'il définit alors comme étant « un lieu, un itinéraire, une étendue qui, pour des raisons religieuses, politiques ou culturelles prend aux yeux de certains peuples et groupes ethniques, une dimension symbolique qui les conforte dans leur identité. »

## Distinction
- Chevalier de l'Ordre national du Mérite en 1994[13],[14]

## Publications (sélection)

### Articles
- « Les voyages et l’enracinement : forme de fixation et de mobilité dans les sociétés traditionnelles des Nouvelles-Hébrides », Espace géographique, vol. 8, no 4,‎ 1979, p. 303-318 (DOI 10.3406/spgeo.1979.1937, lire en ligne)
- « Voyage autour du territoire », Espace géographique, vol. 10, no 4,‎ 1981, p. 249–262 (DOI 10.3406/spgeo.1981.3673, lire en ligne)
- « Vivre dans l'île, une approche de l'îléité océanienne », Espace géographique, vol. 19-20, no 2,‎ 1990, p. 119-125 (DOI 10.3406/spgeo.1990.2961, lire en ligne)
- « Le territoire enchanté : croyances et territorialités en Mélanésie », Géographie et Cultures, vol. 1, no 3,‎ 1992, p. 79-88 (lire en ligne)

### Ouvrages
- La dernière île, Arléa/ORSTOM, 1986 (lire en ligne)[15],[c]
- Les fondements d'une identité : territoire, histoire et société dans l'archipel du Vanuatu[17]
  - 1. L'arbre et la pirogue, ORSTOM, 1986 (lire en ligne)
  - 2. Tanna : les hommes lieux, ORSTOM, 1987 (lire en ligne)
- Les fondements géographiques d'une identité : L'archipel du Vanuatu. Essai de géographie culturelle (nouvelle édition retravaillée de Les fondements d'une identité : territoire, histoire et société dans l'archipel du Vanuatu)
  - 1. Gens de pirogue et gens de la terre, ORSTOM, 1996 (lire en ligne)[18]
  - 2. Les gens des lieux. histoire et géosymboles d'une société enracinée : Tanna, ORSTOM, 1997 (lire en ligne)
- Atlas des îles et des États du Pacifique Sud (en collaboration avec Benoît Antheaume), Reclus, 1988
- Le territoire, lien ou frontière ? actes du colloque, octobre 1995, Paris, sous la dir. de Joël Bonnemaison, Luc Cambrézy, Laurence Quinty-Bourgeois, l'Harmattan, 1999, 2 vol.
  - 1. Les territoires de l'identité
  - 2. La nation et le territoire (lire en ligne)
- La géographie culturelle, Éditions du CTHS, 2000 (présentation en ligne)